# Nolay (Côte-d'Or)
 (novembre 2010).
Si vous disposez d'ouvrages ou d'articles de référence ou si vous connaissez des sites web de qualité traitant du thème abordé ici, merci de compléter l'article en donnant les références utiles à sa vérifiabilité et en les liant à la section « Notes et références ».
Pour les articles homonymes, voir Nolay.
Nolay est une commune française située dans le canton d'Arnay-le-Duc du département de la Côte-d'Or, qui se retrouve quasiment au centroïde de la région de la Bourgogne-Franche-Comté. Deux hameaux dépendent de la commune de Nolay : le hameau de Cirey-les-Nolay et celui de Saigey.

## Géographie
Nolay est un chef-lieu de canton, à vocations rurale, touristique et industrielle.
La typologie des exploitations agricoles est de type polyculture-élevage (charolais et grandes cultures). La vigne est très présente, et le vignoble de Nolay est classé en Hautes Côtes de Beaune.

### Transports
- Ligne de bus Beaune-Nolay Cote&Bus
- Ligne de bus Autun-Chagny-Chalon Mobigo

### Lieux-dits et écarts
- Cirey-les-Nolay, commune rattachée le 1er avril 1973[1].
- Saigey.

### Géologie
(mars 2015).
La commune de Nolay se trouve entre deux failles subméridiennes en relation avec l'effondrement de la cuvette de la Saône. Dans ce voussoir, le Lias forme les pentes et le calcaire à entroques, l'entablement des plateaux que couronne le Bathonien des « Chaumes d'Auvenay ». Les environs immédiats de Nolay (est) permettent d'étudier une série stratigraphique du Lias inférieur et moyen très fossilifère (une des régions la plus fossilifères d'Europe).

### Stratigraphie

#### Lias inférieur et moyen
À l'ancienne gare de marchandises, dans la tranchée, se trouve, à la base, le Lotharingien, très fossilifère, sous la forme de bancs de calcaires bleuâtres entrecoupés de petits lits marneux noirâtres, avec oxynoticeras oxynotum, echioceras rhicostatum, nodoti, gryphea regularis et armanta. Au-dessus, le Pliensbachien inférieur (Carixien), représenté par la sous-zone à tropidoceras valdani (environ 2 mètres de calcaire brun ou gris verdâtre assez cristallin), appartient à la zone classique à phylloceras ibex.

#### Carixien supérieur
La partie sommitale du Carixien (zone à deroceras davoei), environ 1 mètre de marnes et calcaires argileux compacts avec lytoceras fimbriatus et nombreuses bélemnites, il n'est guère visible que dans les champs à l'est de l'ancienne gare SNCF et aux environs de l'ancienne tuilerie des « Louchardes », située à 1 kilomètre à l'est de Nolay, sur la RD 973. Celle-ci complète parfaitement la série précédente ; elle débute par la partie supérieure du Carixien (zone à deroceras davoei) qui forme le plancher de la carrière (argile rouge).

#### Domérien
Au-dessus, le Domérien inférieur (ou étage situé au-dessus et équivalent au Pliensbachien supérieur), couche épaisse de marnes micacées, à peu près sans fossiles, mais à Foraminifères. Ce sont elles qui furent exploitées dans la carrière des « Louchardes ». Au-dessus, le Domérien supérieur est représenté par 8 à 10 mètres de calcaire très dur et bleuâtre formant un bourrelet caractérisé par l'abondance de gryphea gigantea. Ce bourrelet forme le ressaut du hameau de Cirey-les-Nolay. À 1 kilomètre au nord–nord-ouest se trouve le champ des Quilles, éperon barré, séparé du plateau par une double enceinte et, non loin de Nolay, le dolmen de Champin.

#### Éléments géomorphologiques
Le Bout du Monde, ou cirque de la Tournée, est représenté par une reculée dans le plateau calcaire du Bathonien et du Bajocien, formé par l'érosion de la rivière Cuzanne ou Cosanne, jusqu'au replat d'âge Sinémurien où se situe la commune. Au fond du cirque, on trouve une cascade haute de 25 mètres et la grotte dite du « Bout du Monde », formée par une fente oblique de 65 mètres dans le calcaire du Bajocien et terminée par un bassin d'eau très claire.

### Climat
Pour des articles plus généraux, voir Climat de la Bourgogne-Franche-Comté et Climat de la Côte-d'Or.
En 2010, le climat de la commune est de type climat océanique dégradé des plaines du Centre et du Nord, selon une étude du Centre national de la recherche scientifique s'appuyant sur une série de données couvrant la période 1971-2000. En 2020, Météo-France publie une typologie des climats de la France métropolitaine dans laquelle la commune est exposée à un climat océanique altéré et est dans la région climatique  Bourgogne, vallée de la Saône, caractérisée par un bon ensoleillement (1 900 h/an), un été chaud (18,5 °C), un air sec au printemps et en été et des vents faibles.
Pour la période 1971-2000, la température annuelle moyenne est de 10,4 °C, avec une amplitude thermique annuelle de 17,3 °C. Le cumul annuel moyen de précipitations est de 833 mm, avec 11,9 jours de précipitations en janvier et 7,2 jours en juillet. Pour la période 1991-2020, la température moyenne annuelle observée sur la station météorologique de Météo-France la plus proche, « La Rochepot », sur la commune de La Rochepot à 4 km à vol d'oiseau, est de 10,6 °C et le cumul annuel moyen de précipitations est de 849,5 mm,. Pour l'avenir, les paramètres climatiques de la commune estimés pour 2050 selon différents scénarios d'émission de gaz à effet de serre sont consultables sur un site dédié publié par Météo-France en novembre 2022.

## Urbanisme

### Typologie
Au 1er janvier 2024, Nolay est catégorisée bourg rural, selon la nouvelle grille communale de densité à 7 niveaux définie par l'Insee en 2022.
Elle est située hors unité urbaine et hors attraction des villes,.

### Occupation des sols
L'occupation des sols de la commune, telle qu'elle ressort de la base de données européenne d’occupation biophysique des sols Corine Land Cover (CLC), est marquée par l'importance des territoires agricoles (67,2 % en 2018), en diminution par rapport à 1990 (71,5 %). La répartition détaillée en 2018 est la suivante : prairies (36,3 %), forêts (21,5 %), terres arables (17,9 %), zones agricoles hétérogènes (6,9 %), zones urbanisées (6,4 %), cultures permanentes (6,2 %), milieux à végétation arbustive et/ou herbacée (4,9 %). L'évolution de l’occupation des sols de la commune et de ses infrastructures peut être observée sur les différentes représentations cartographiques du territoire : la carte de Cassini (XVIIIe siècle), la carte d'état-major (1820-1866) et les cartes ou photos aériennes de l'IGN pour la période actuelle (1950 à aujourd'hui).

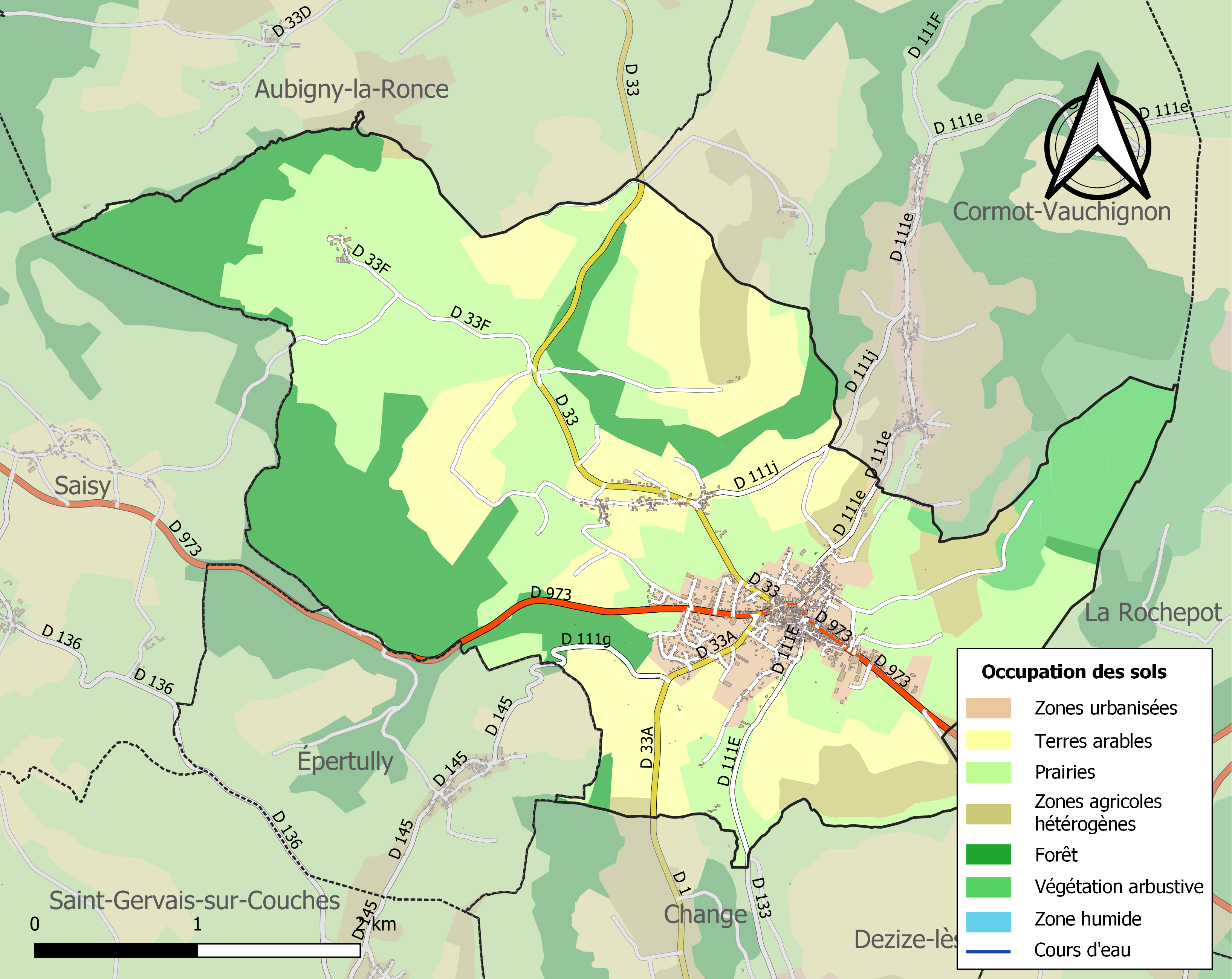
Carte des infrastructures et de l'occupation des sols de la commune en 2018 (CLC).

## Histoire
Nolay, dépendance de la Roche-Nolay, au duché de Bourgogne, était possédé directement par une famille seigneuriale locale qui portait son nom : de Nolay ou de la Roche de Nolay ; Bonne de Nolay transmit le fief, au moins en partie, à son mari Gui de Thil en Auxois vers 1194 ; les du Thil obtiendront d'ailleurs aussi la Roche-Nolay par le mariage d'Agnès de Frôlois, fille de Jean Ier de Frôlois, dame de La Roche-Nolay et de Vézinnes, avec Jean Ier de Thil (chronologie : Agnès fl. dans le 1er tiers du XIVe siècle, son mari Jean Ier de Thil dans la 1re moitié du XIVe siècle, et son père Jean Ier de Frôlois dans la 2e moitié du XIIIe siècle ; son cousin germain, le maréchal de Bourgogne Jean II de Frôlois, possédait Molinot et avait épousé Isabelle de Montréal-Arcis) ; leur fille Marie de Thil († 1360) est en 1333 la femme d'Edouard de Beaujeu, maréchal de France, et ce couple échange en 1350 La Roche-Nolay contre Berzé avec ledit Jean II de Frolois.
La suzeraineté relevait de l'abbaye St-Jean-le Grand d'Autun et des ducs de Bourgogne (cf. Eudes III en 1214), et échut probablement à Alexandre de Bourgogne, sire de Monta(i)gu et de Chagny (vers 1172/1178-1205), frère cadet d'Eudes III et fils puîné d'Hugues III, actif à la Roche-Nolay (on lui attribue la restauration du château), puis à sa postérité (en 1233, les franchises de Nolay sont inspirées de celles de Chagny, octroyées en 1224 par Eudes/Oudard Ier de Bourgogne-Montaigu, le fils aîné d'Alexandre).
En tout cas, dans la descendance d'Alexandre de Bourgogne, dotée notamment de Couches, Mâlain et Sombernon, on trouve Philibert II de Bourgogne-Montagu, sire de Couches, de St-Péreuse et de Nolay (1348-1406), mari de Jeanne de Vienne, dame de Longwy.
On voit donc que les Thil-en-Auxois et les Frôlois ont joué un rôle important dans la possession et la transmission de Nolay et La Roche-Nolay.
La dernière fille de Jeanne de Vienne-Longwy et Philibert II, Philiberte de Bourgogne-Montaigu, épousa Guillaume II, sire d'Etrabonne († 1453) : ils furent les grands-parents de Catherine d'E(s)trabonne(s), dame de Nolay, qui maria Jacques Ier d'Aumont en 1456. Ainsi, Nolay passa vers la mi-XVe siècle aux d'Aumont, qui en devinrent marquis (cf. le maréchal Jean et le maréchal-duc Antoine) et le gardèrent jusqu'à la Révolution : le blason de la commune de Nolay est directement inspiré de leurs armes.[réf. nécessaire]

## Politique et administration

### Liste des maires
| Période                                  | Période   | Identité          | Étiquette | Qualité |
| ---------------------------------------- | --------- | ----------------- | --------- | ------- |
| mars 1989                                | mars 2008 | Pierre Barbiery   | PS        |         |
| mars 2008                                | mars 2014 | Jean-Pascal Monin | SE        |         |
| mars 2014                                | 2020      | Jérôme Flache     | PS        |         |
| 2020                                     | En cours  | Jean-Pascal Monin | SE        |         |
| Les données manquantes sont à compléter. |           |                   |           |         |

### Jumelages
Nolay est jumelée depuis 1966 avec Worms-Pfeddersheim, un faubourg de Worms.

## Population et société

### Démographie
L'évolution du nombre d'habitants est connue à travers les recensements de la population effectués dans la commune depuis 1793. Pour les communes de moins de 10 000 habitants, une enquête de recensement portant sur toute la population est réalisée tous les cinq ans, les populations de référence des années intermédiaires étant quant à elles estimées par interpolation ou extrapolation. Pour la commune, le premier recensement exhaustif entrant dans le cadre du nouveau dispositif a été réalisé en 2004.

En 2022, la commune comptait 1 419 habitants, en évolution de −4,19 % par rapport à 2016 (Côte-d'Or : +0,82 %, France hors Mayotte : +2,11 %).
| 1793  | 1800  | 1806  | 1821  | 1831  | 1836  | 1841  | 1846  | 1851  |
| ----- | ----- | ----- | ----- | ----- | ----- | ----- | ----- | ----- |
| 1 988 | 1 972 | 1 984 | 1 690 | 1 819 | 2 081 | 2 104 | 2 157 | 2 241 |

| 1856  | 1861  | 1866  | 1872  | 1876  | 1881  | 1886  | 1891  | 1896  |
| ----- | ----- | ----- | ----- | ----- | ----- | ----- | ----- | ----- |
| 2 232 | 2 346 | 2 535 | 2 531 | 2 484 | 2 501 | 2 423 | 2 404 | 2 302 |

| 1901  | 1906  | 1911  | 1921  | 1926  | 1931  | 1936  | 1946  | 1954  |
| ----- | ----- | ----- | ----- | ----- | ----- | ----- | ----- | ----- |
| 2 215 | 2 085 | 1 891 | 1 527 | 1 530 | 1 543 | 1 544 | 1 449 | 1 407 |

| 1962  | 1968  | 1975  | 1982  | 1990  | 1999  | 2004  | 2006  | 2009  |
| ----- | ----- | ----- | ----- | ----- | ----- | ----- | ----- | ----- |
| 1 430 | 1 430 | 1 647 | 1 582 | 1 551 | 1 547 | 1 490 | 1 468 | 1 510 |

| 2014  | 2019  | 2022  | - | - | - | - | - | - |
| ----- | ----- | ----- | - | - | - | - | - | - |
| 1 478 | 1 435 | 1 419 | - | - | - | - | - | - |

## Économie
|      | Habitation | Foncier bâti | Foncier non bâti | Professionnelle |
| ---- | ---------- | ------------ | ---------------- | --------------- |
| 2005 | 8,68 %     | 14,84 %      | 48,61 %          | 9,16 %          |

## Culture locale et patrimoine

### Lieux et monuments
- La chapelle Saint-Pierre XVIe siècle  Inscrit MH (1991)[24] ;
- L'église Saint-Martin, du XVe siècle, dont le campanile abrite un jacquemart[25] ;
- Les halles au grain du XIVe siècle ; toiture en laves (ou lauzes), pierres calcaires ;  Classé MH (1907)[26] ;
- De vieilles maisons du XVIe siècle ;
- La statue de Lazare Carnot, place Carnot, par Jules Roulleau ;
- Un vieux lavoir ;
- Le dolmen de Champin  Classé MH (1911)[27].

Galerie
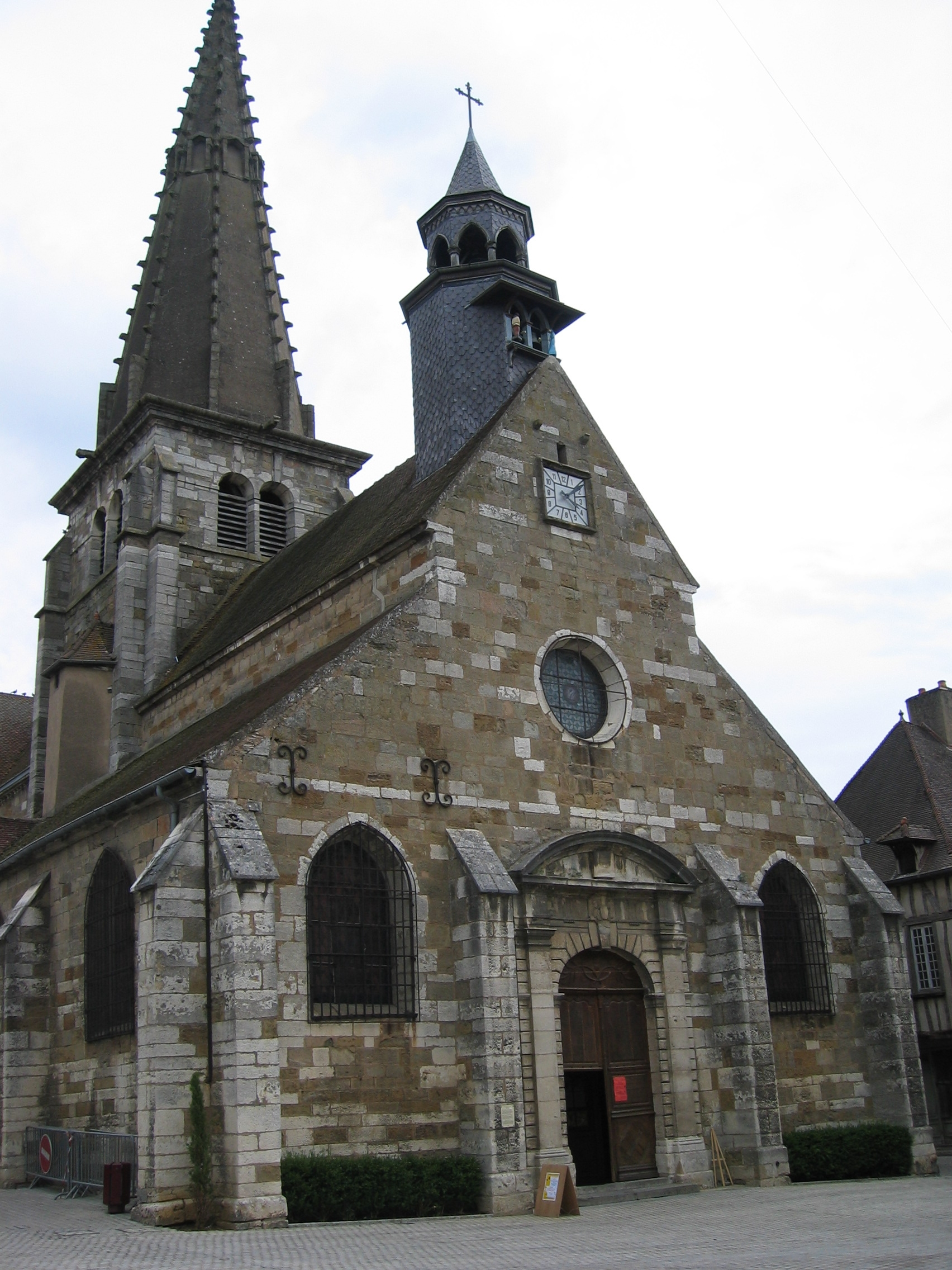
Église Saint-Martin.
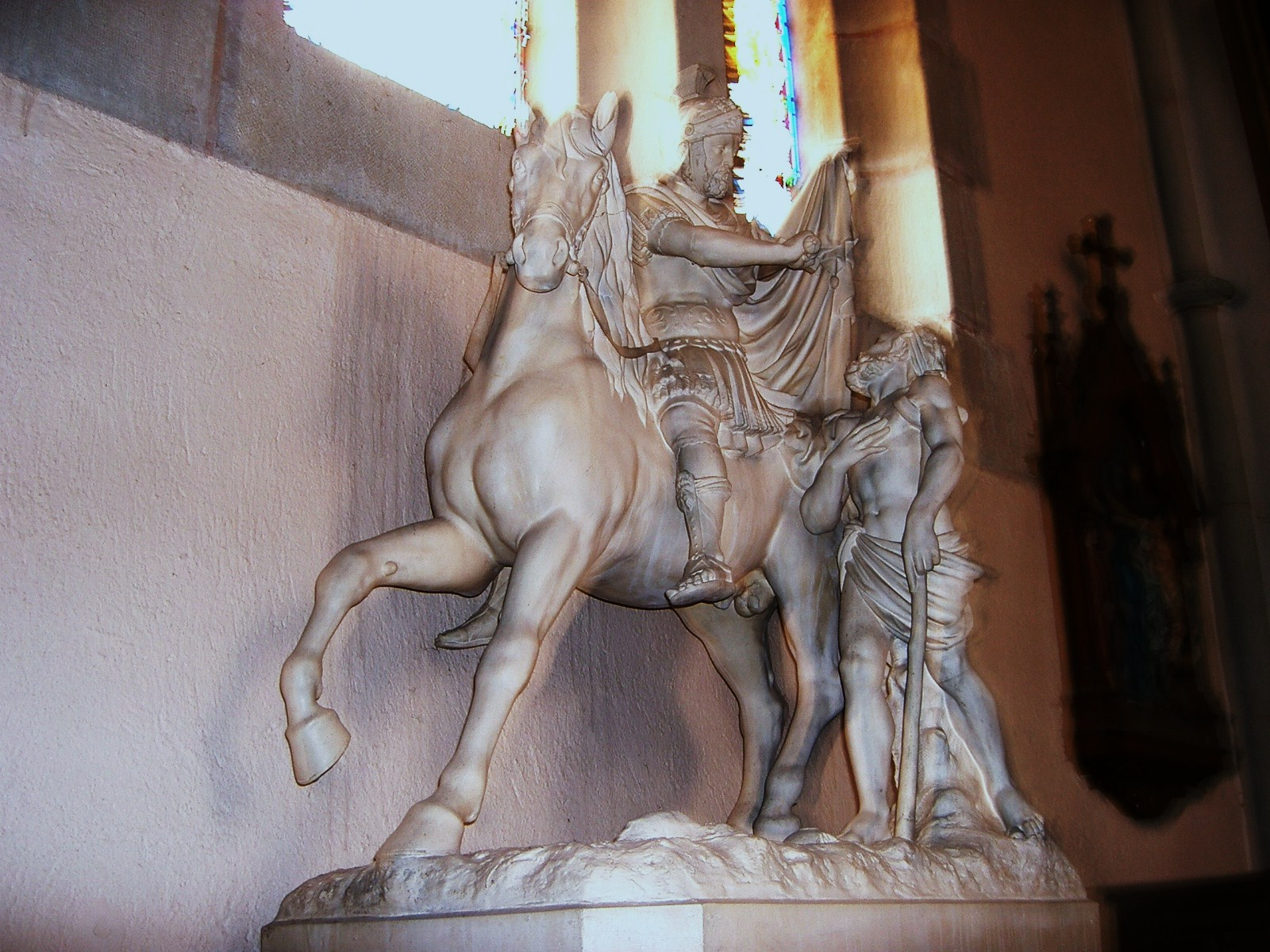
Statue de saint Martin.
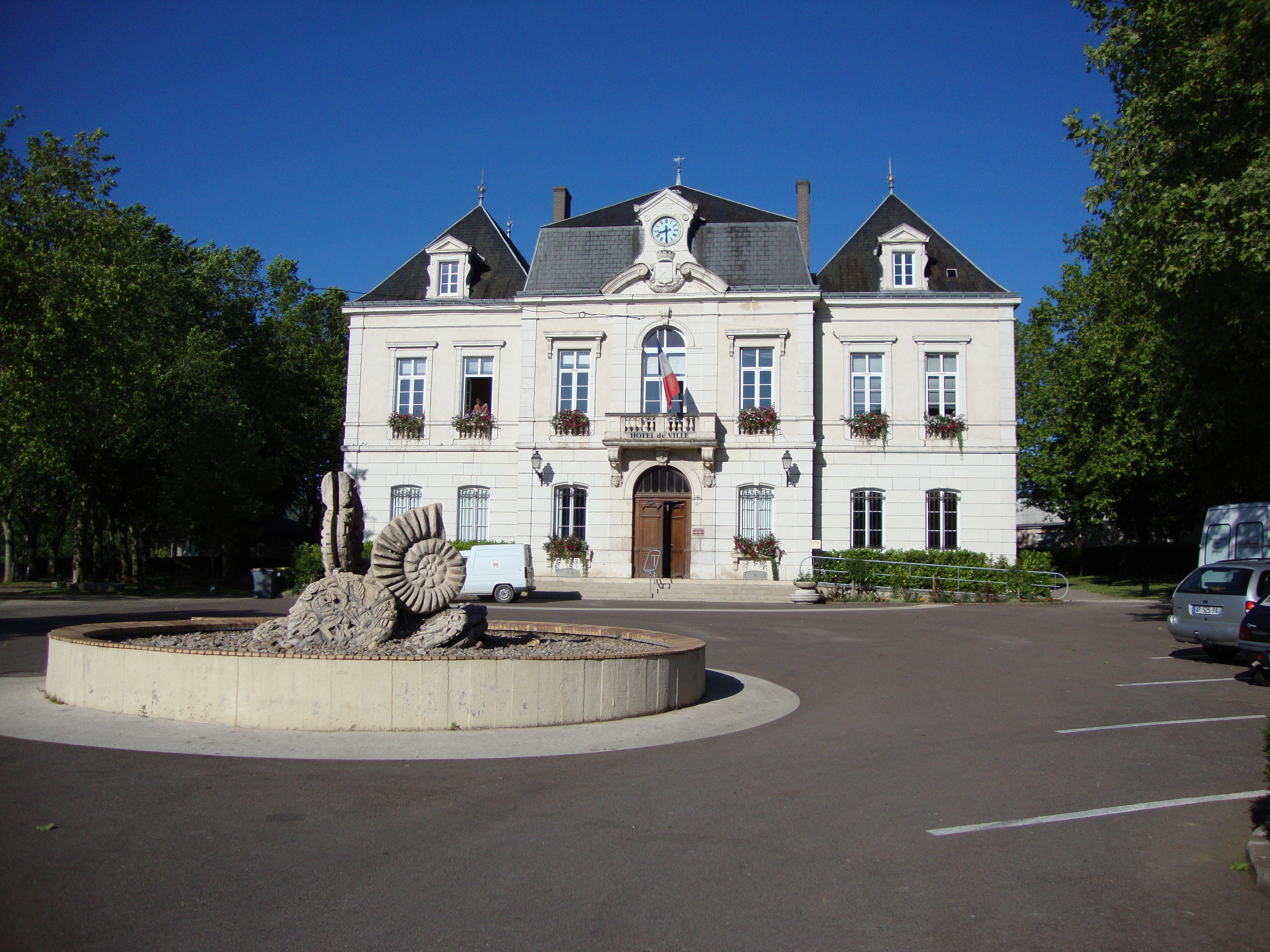
Mairie.
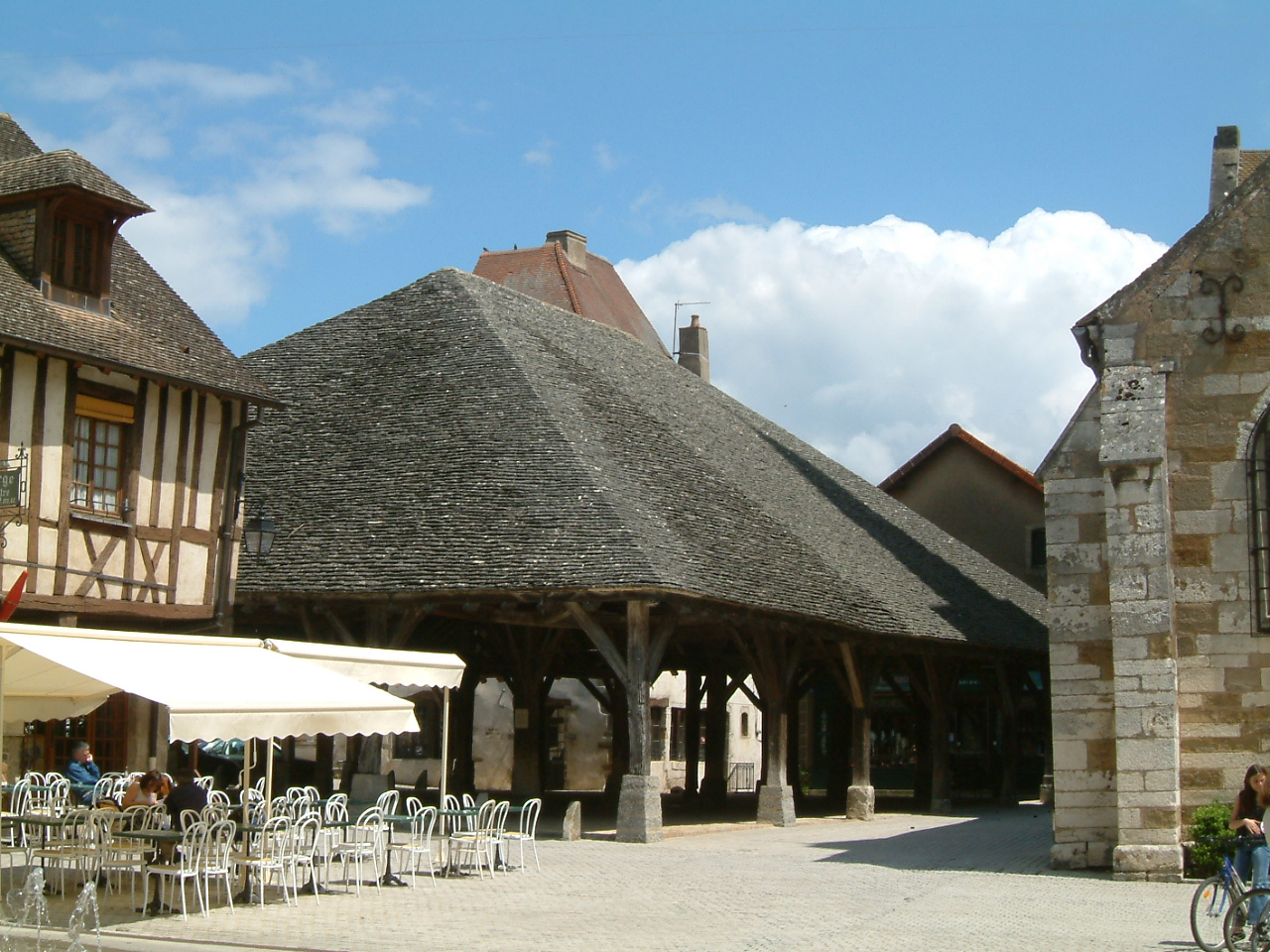
Halles du XIVe siècle.
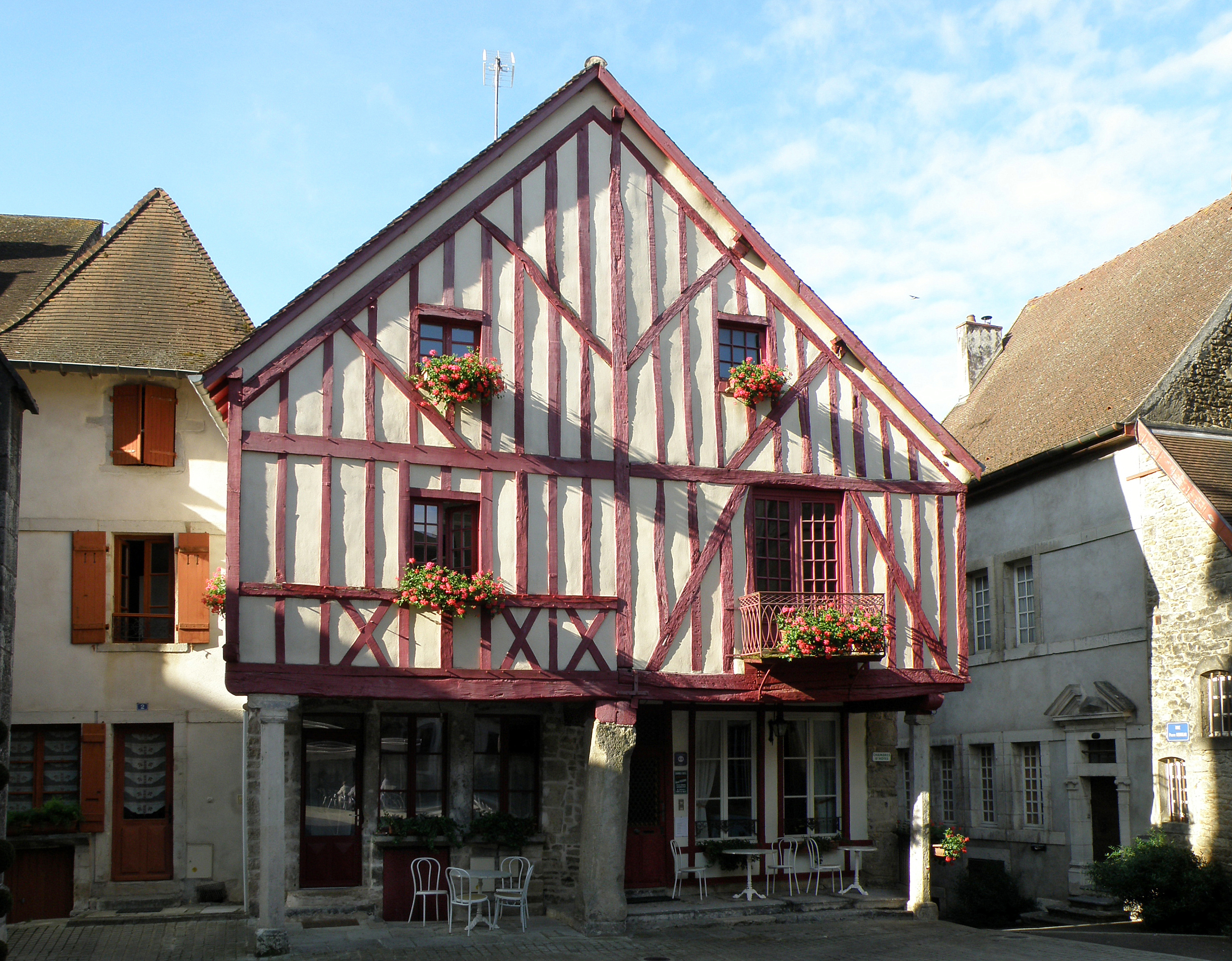
Maison à colombages sur la place Monge.
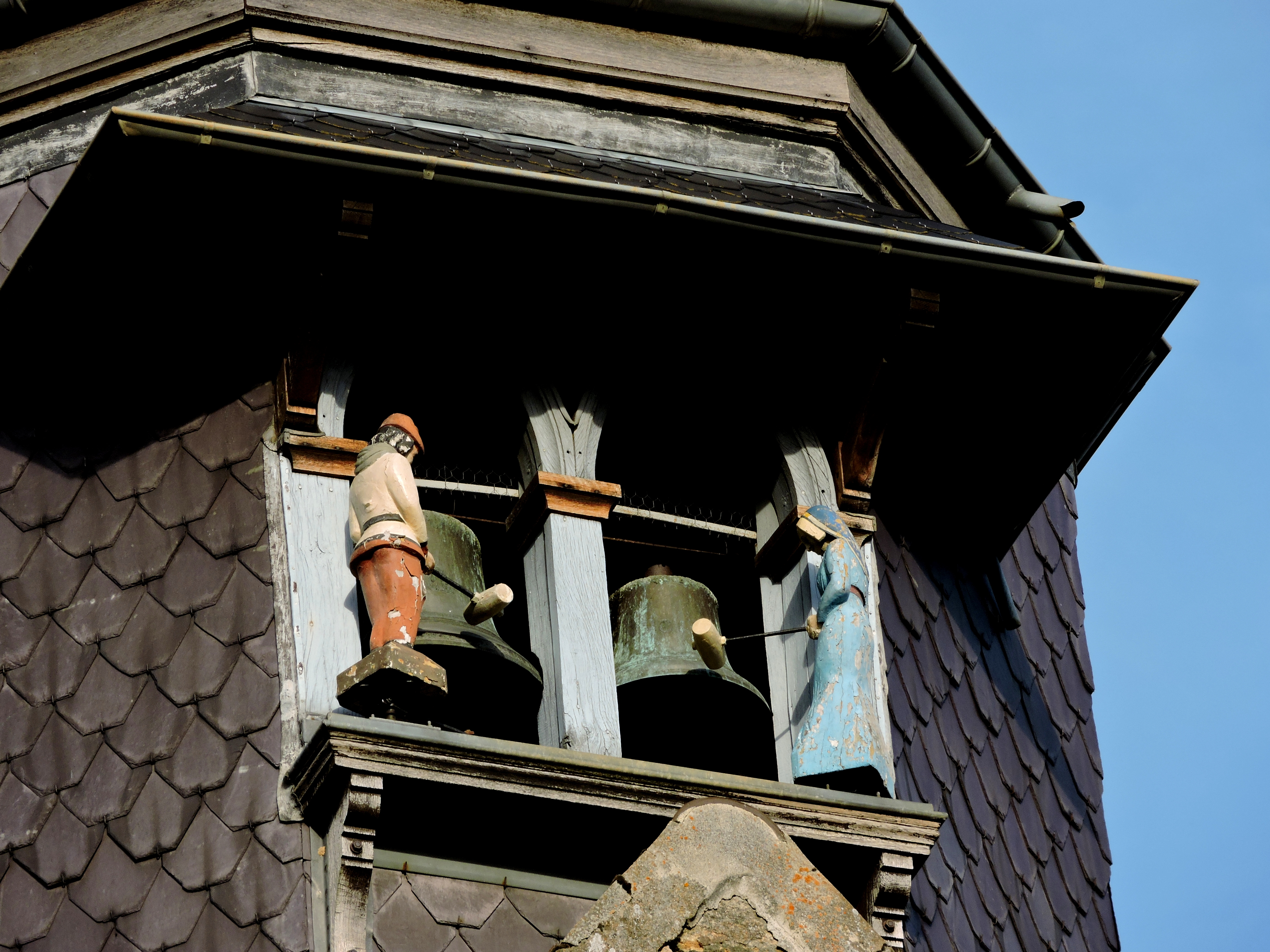
Jacquemart de l'église Saint-Martin.
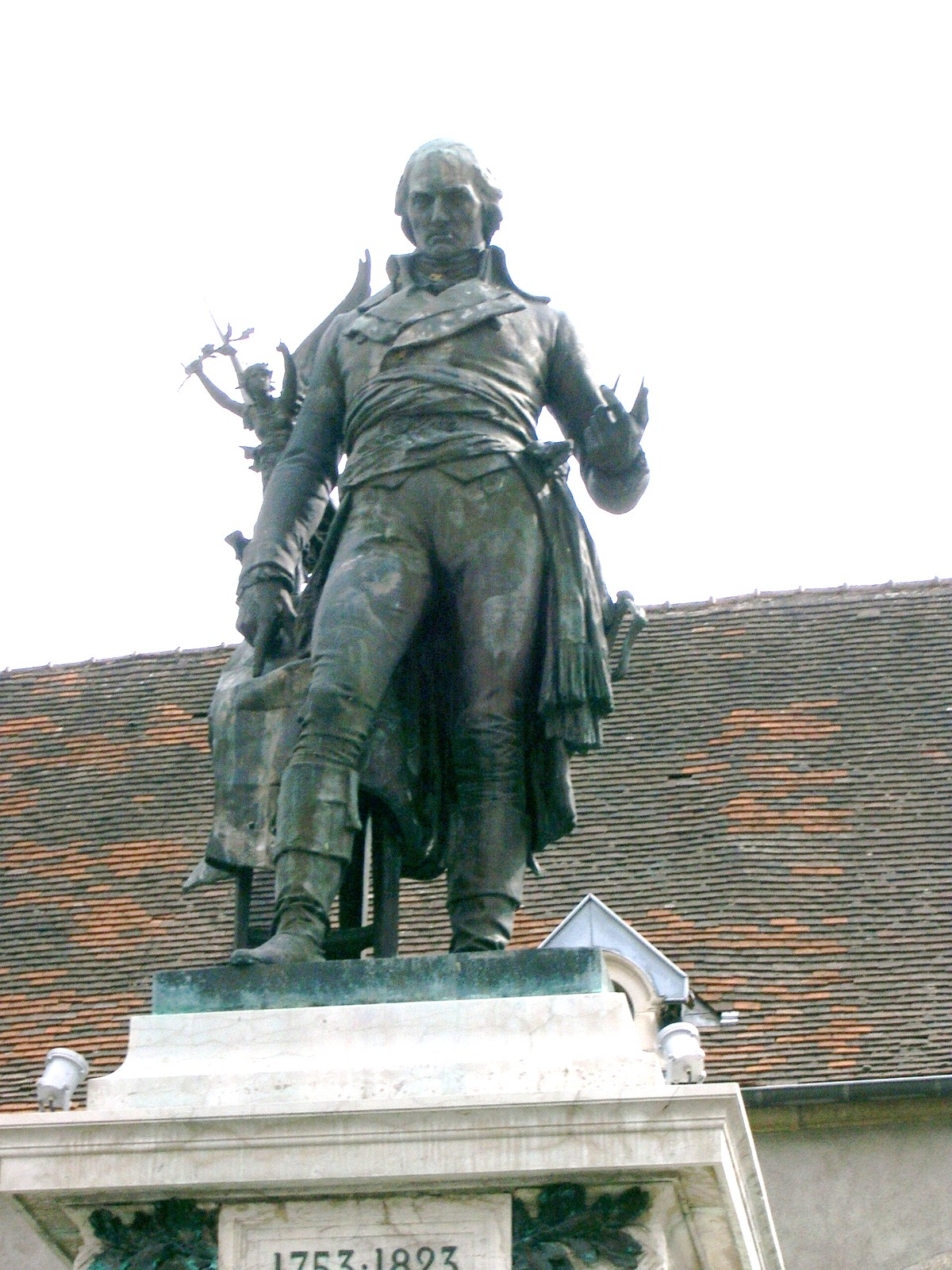
Monument à Lazare Carnot, place Carnot.
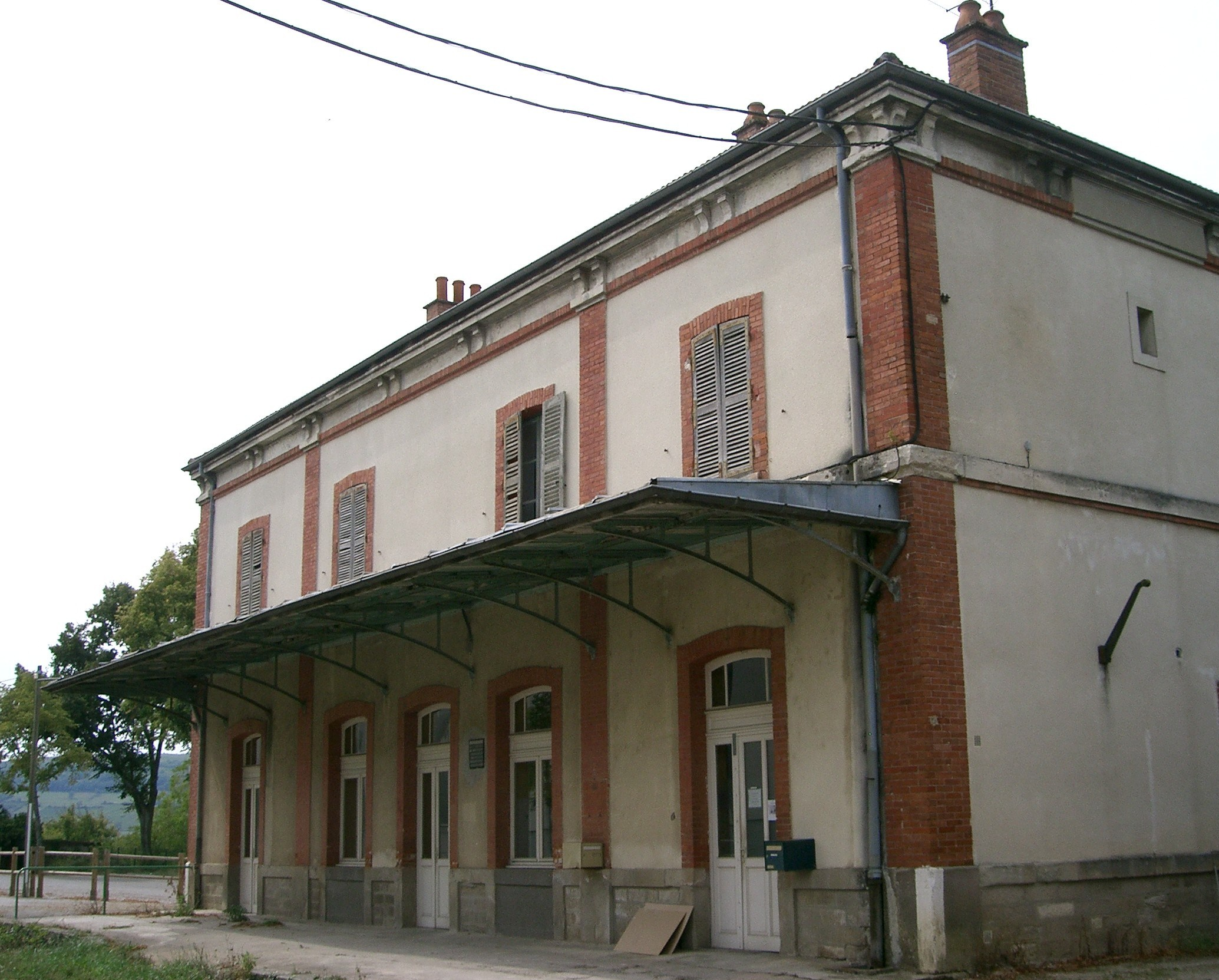
Gare désaffectée (ligne Nolay-Santenay, transformée en voie cyclable).

### Personnalités liées à la commune
- Louis-Anne La Virotte, né en 1725 à Nolay et mort le 3 mars 1759 à Paris, médecin.
- Lazare Carnot (1753-1823), mathématicien, physicien, général des armées de la République ; farouche opposant à la création de l'Empire (nom gravé sous l'Arc de Triomphe).
- Marie François Sadi Carnot (1837-1894), président de la République.
- Claude Marie Carnot de Feulins (1755-1836), général des armées de la République et de l'Empire.
- Vivant Beaucé (1818-1876), peintre et dessinateur.
- Jean Garchery (1872-1957), homme politique.
- Alice Poulleau (1885-1960), écrivaine.
- Yves Gardan (1925-2009), ingénieur aéronautique.

### Héraldique

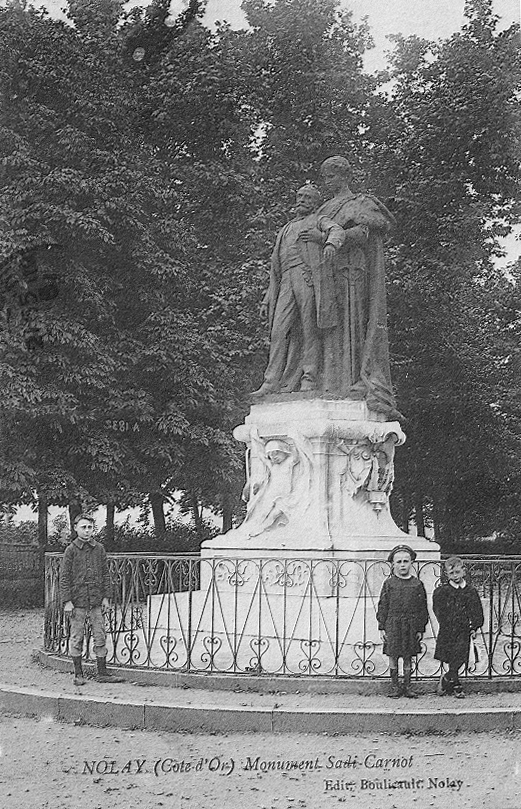
Monument à Sadi Carnot à Nolay par Alexandre Falguière, inauguré en 1895, détruit après 1941.

| Blason | Blasonnement : D'argent au chevron de gueules accompagné de sept merlettes de sable, ordonnées 2 et 2 en chef l'une sur l'autre et 1 et 2 en pointe. |